# جورج باين (لاعب دوري الرغبي)
جورج باين (بالإنجليزية: George Bain)‏ هو لاعب دوري الرغبي أسترالي، ولد في 1892 في Leichhardt, New South Wales ‏ في أستراليا، وتوفي في 1948 في كامبرداون ‏ في أستراليا.